# Heinrich Praeger
Pour les articles homonymes, voir Praeger.
Heinrich Aloys Praeger (né Heinrich Hijman Chaim Aron Aloys Praeger, changé en Johann Hubert Joseph Heinrich Aloijs Praeger) est un maître de chapelle, violoniste, guitariste, et compositeur né le 23 décembre 1783 à Amsterdam aux Pays-Bas, décédé le 7 août 1854 à Magdebourg en province de Saxe.

## Biographie
Heinrich Praeger était un violoniste renommé et un virtuose de la guitare. Il a été directeur musical et maître de chapelle dans plusieurs villes comme Leipzig et Magdebourg.
Son fils Ferdinand (Christian Wilhelm, 1815-1891), pianiste et guitariste, a composé Three duos characteristiques pour guitare et piano avec le guitariste Leonard Schulz. Il a également publié un livre controversé sur Richard Wagner: Wagner, wie ich ihn kannte (1885).

### Pédagogie
Heinrich Praeger était un pédagogue influent, particulièrement pour le violon, et il a publié de nombreuses Études pour le violon, le violoncelle, et la guitare. 

## Œuvre
Heinrich Praeger a composé plus de cinquante œuvres.
- Opus 10: 12 Caprices, pour violon
- Opus 11: Exercices pour la guitare
- Opus 12: Quintet, pour flûte, 2 clarinettes, alto et basson
- Opus 13: 3 Quatuor à cordes (Nos.1-3)
- Opus 14: Trio à cordes
- Opus 21: Introduction (Andante), Thème et Variations pour flûte ou violon et guitare
- Opus 26: Thème et Variations pour violon et guitare
- Opus 28: Grand quintetto pour deux violons, deux violes et violoncelle (ca. 1818)
- Opus 29: Collection of songs with guitar accompaniment
- Opus 30: 4stimmige Gesänge : mit Begl. d. Pianoforte
- Opus 34: Quatuor à cordes No.4
- Opus 41: Grand duo concertant
- Opus 42: 3 Grands trios concertantes, pour violon, alto et violoncelle
- Opus 43: 3 Quatuor à cordes
- Opus 44:  Douze études, pour violon
- Opus 45: Huit études, pour violoncelle (1813)
- Opus 45: Douze écossaises piquantes, pour le violon seul (ca. 1824)
- Opus 47: Quatuor à cordes
- Opus 48: Suite des exercices, pour une guitare
- Opus 64: Lieder und Romanzen von Uhland für eine Singstimme mit Begleitung der Guitarre

- 12 mélodies populaires : pour piano et violon : sur des motifs favoris
- Faust : opéra en deux actes pour deux violons, viola et violoncelle (1829-30) (musique de Louis Spohr ; arrangée par H.A. Praeger)
- 36 Adagios choisis de sinfonies & quatuors de J. Haydn : arrangés et doigtés pour le violoncelle
- 18 easy exercises, for the tenor
- Polymele : eine Samml. von Gesang-Duetten u. Terzetten (ca. 1845)
- Kelvin Grove (Recollections of Ireland and Scotland viz Irish melodies, Scotch melodies, no. 4; Arranged in a familiar style for the violin & piano forte by H.A. Praeger)
- Hours of harmony: a collection of twelve favorite melodies

### Opéras
- Plusieurs opéras